# Romeinse burgeroorlog (427-429)
De Romeinse burgeroorlog 427-429 vond plaats tijdens het keizerschap van Valentianus III. Tussen de generaals Felix en Bonifatius was een machtsstrijd gaande die ontaarde in 427 in een gewapend conflict in Noord-Afrika. De burgeroorlog eindigde met een wapenstilstand waarna vrede werd gesloten. Bonifatius was de eerste Romeinse militair die met succes het staatsgezag uitdaagde en weerstond. Toen de centrale regering hem probeerde af te zetten, scheidde hij zich af van het rijk zonder zichzelf tot keizer uit te roepen. Hij droeg de persoonlijke loyaliteit van zijn troepen en was in staat om ze naar eigen goeddunken te leiden tijdens deze strijd.

## Aanleiding
In 425 werd de West-Romeinse keizer Johannes door een ingreep van de Oost-Romeinse keizer  Theodosius II ten val gebracht. Hierna werd in Rome Valentianus, de zoon van de overleden keizer Honorius tot westelijk keizer gekroond. Aangezien hij pas zes jaar oud was, kon hij het gezag niet zelf uitoefenen. Verschillende hooggeplaatste personen bemoeiden zich met de uitoefening van het keizerschap, waaronder de keizer van het oostelijke rijksdeel Theodosius II (zijn neef), zijn moeder Galla Placidia en de opperbevelhebber van het Romeinse leger (magister utriusque militum). 
Bonifatius, die een sleutelrol had gespeeld bij het herstel van de Theodosiaanse dynastie in het Westen, kreeg als beloning slechts de functie van comes domesticorum (commandant van de keizerlijke huistroepen). Niet Bonefatius, maar de tot dan toe onbekende Felix kreeg het hoogste generaalschap van het westelijke veldleger. Bij Bonifatius die zelf op dit hoge ambt gerekend had zette deze benoeming kwaad bloed.
In deze benoeming is duidelijk de hand van de Oost-Romeinse keizer Theodosius II te herkennen. Castinus die de functie uitoefende werd ontheven en verbannen omdat hij onbetrouwbaar werd geacht. Een ander belangrijke generaal Aëtius had een  deal gesloten met het nieuwe regime waardoor hij de hoge functie van Praefectus praetorio kreeg in Gallië. Bonifatius nam geen genoegen met zijn nieuwe benoeming. Hij weigerde zijn functie van  comes Africae van de Afrikaanse dioces (provincies) op te geven waarmee hij zich afscheidde van de rest van het rijk.

## De burgeroorlog

### Aanvang
De eerste stap die tot de burgeroorlog leidde werd gezet door Felix in 427. Hij liet de senaat Bonifatius tot staatsvijand verklaren nadat deze geweigerd had voor de rechtbank in Ravenna te verschijnen, om zich te verantwoorden tegen een aanklacht van hoogverraad. In die aanklacht werd Bonifatius ervan beschuldigd een eigen rijk te willen creëren in Romeins Afrika. De aanklacht was opgesteld door Felix, zijn tegenstander die door Theodosius II geïnstalleerd was als de magister militie van het westen. Hierna werd een leger gereed gemaakt om Bonifatius in Afrika ten val te brengen. 

### De campagne in Afrika
Felix rustte een groot leger uit dat door drie generaals werd aangestuurd: Mavortius, Gallio en Sanoeces. Mavortius en Gallio leidden de eigenlijke Romeinse troepen, terwijl Sanoeces het bevel voerde over de Hunnen Foederati-troepen. Samen belegerden de drie generaals Bonifatius in Carthago,  waar Bonifatius zich verschanst had. Tijdens het beleg echter brak er onenigheid uit tussen de bevelhebbers. Een van de generaals vermoordde zijn beide collega's om op zijn beurt door Bonifatius vermoord te worden (Prosper s.a. 427). Toen dit nieuws Ravenna bereikte, stuurde Felix een nieuwe strijdmacht naar Afrika onder bevel van de Gotische aanvoerder Sigisvult.  Deze slaagde erin de kustplaatsen te veroveren, waarna Bonifatius zich met zijn troepen terugtrok in het binnenland van Numidië. Gedurende heel 428 vonden er geen gevechten meer plaats en werd er een wapenstilstand getroffen.

### Vredesbesprekingen
Volgens Procopius stuurde stuurde in 429 een gezant naar Bonifatius om over vrede te onderhandelen, van wie ze hoorde dat er een vervalste brief in omloop was waarin Bonifatius werd aangeraden niet terug te keren naar Ravenna als hem hierom werd gevraagd.  Placidia stuurde een onderhandelaar Darius om namens haar de besprekingen te voeren. Deze wist de plooien te strijken, de oorlog kon worden beëindigd. Bonifatius' positie aan het hof werd in ere hersteld, waarmee hij opnieuw een invloedrijke rol kreeg toebedeeld. Desalniettemin bekende de keizerlijke gezant Darius in een brief aan Augustinus dat er nog steeds vijandschap heerste tussen de twee partijen.

## Nasleep
Ondanks het feit dat hij het moest opnemen tegen drie keizerlijke legers in minder dan vijf jaar bleef Bonifatius ongeslagen. Tegelijkertijd gaf het verloop van de laatste jaren van burgeroorlog de grenzen van zijn privémacht aan. Zijn ruzie met Ravenna betekende dat Bonifatius alleen kon vertrouwen op zijn Gotische bucellari. In ruil voor hun steun was het geoorloofd dat zij in hun eigen onderhoud voorzagen door de lokale bevolking te plunderen . Tegelijkertijd werd de dochter van Bonifatius tot Ariaanse priester gedoopt. In deze omstandigheden kon Bonifatius alleen maar berusten, het zou hem de vriendschap van Augustinus kosten. 
De onderhandelingen die leidden tot de verzoening met Ravenna in 429 waardoor de relatie werd herstel was net op tijd om de Vandaalse invasie het hoofd te kunnen bieden. Veertien maanden lang zouden ze Bonifatius belegeren in de stad Hippo Regius.  Augustinus zou het einde van het beleg niet meemaken en stierf in de zomer van 430. Een hulpleger werd gestuurd vanuit de gecombineerde strijdkrachten Oost en West onder het bevel van Aspar. Na een tweede nederlaag riep Placidia hem terug om met Aëtius af te rekenen, terwijl Aspar in Afrika bleef om de Vandalen onder controle te houden.

### Krijgsheer
Dankzij zijn Gotische bucellari was Bonifatius de eerste Romeinse militair die met succes het staatsgezag uitdaagde en weerstond. Toen de centrale regering hem probeerde af te zetten, scheidde hij zich af van het rijk zonder zichzelf tot keizer uit te roepen, wat altijd de gebruikelijke gang van zaken was geweest van rebellen om hun positie te legitimeren. Bonifatius droeg de persoonlijke loyaliteit van zijn troepen en was in staat om ze naar eigen goeddunken te leiden tijdens deze strijd, in ruil voor het verlenen van bescherming - zelfs ten koste van de Romeinse bevolking. Al deze elementen maakten van Bonifatius de eerste succesvolle exponent van wat kan worden omschreven als 'krijgsheer' in het West-Romeinse leger.